# ثریا پست
ثریا پست (انگلیسی: Soraya Post؛ زادهٔ ۱۵ اکتبر ۱۹۵۶) سیاستمدار اهل سوئد است. نام کامل وی ثریا ویولا هلنا پست، محل تولد در کلیسا اسکار فردریک در شهر یوتبری، عضو حزب پیشگام طرفدار حقوق زنان و نماینده پارلمان اروپا است.

## زندگی‌نامه
پدر ثریا پست، یهودی اهل آلمان است و مادرش از کولی‌هایی است که ۵۰۰ سال است مقیم نروژ، فنلاند و سوئد بوده‌اند.
ثریا دارای چندین سال تجربه کاری در زمینه حقوق بشر است و تمرکزش بر روی حقوق اقلیت کولی در سوئد و اروپا است. او همچنین متخصص امور کارشناسی است که تا کنون در کمیسیون اروپا و هیئت مدیره شهرستان‌ها در سوئد خدمت کرده‌است.

## فعالیت‌ها
پست موضوع حقوق بشر را در سطح بین‌المللی، در سازمان امنیت و همکاری اروپا (OSSE)، پارلمان اروپا، شورای اروپا و آژانس حقوق اساسی دنبال می‌کند.
ثریا پست پس از این که به عنوان نماینده سوئد در پارلمان اروپا انتخاب شد موضوع اقلیت کولی های سوئد را در دبیرخانه کمیته حقوق بشر وستر یوتلاند پیگیری کرد. پست مؤسس کالج آگنسبری در یوتبری بود. او همچنین عضو هیئت مدیره رادیو سوئد، عضو هیئت پیگیری مسائل کولی‌ها در دفتر نخست‌وزیری است، وی نیز گزارشی در زمینه نقض شدن حقوق کولی‌ها به مجلس تقدیم کرد – او یک برنامه راهبردی برای کولی‌ها در تاریخ ۳۰ ژوئیه ۲۰۱۰ به دولت ارائه کرد.
ثریا پست در فوریه ۲۰۱۴ به عنوان اولین نامزد فهرست حزب پیشگام حقوق زنان و به عنوان نماینده سوئد در پارلمان اروپا منصوب شد. به این ترتیب برای اولین بار در سوئد یک نماینده از اقلیت کولی در صدر آرای انتخابات این کشور از حزب پیشگام حقوق زنان قرار گرفت. او در ماه مه ۲۰۱۴ به عنوان نماینده انتخاب شد؛ و از جمله در اتحاد با حزب ترقی‌خواه سوسیال دمکرات وارد پارلمان اروپا شد. این دومین و بزرگ‌ترین گروه است که ۱۸۹ عضو دارد. ثریا در گروه S و D سخنگوی امور کولی‌ها و هماهنگ‌کننده (DROI)درکمیته فرعی حقوق بشر خارج از اتحادیه اروپا است.
ثریا عضو کمیته آزادی‌ها و حقوق شهروندی نیز هست، به علاوه مسایل حقوقی و داخلی (LIBE) در کمیسیون فرعی حقوق بشر در اتحادیه اروپا (AFET) فعالیت دارد. او همچنین عضو هیئت روابط با کشورهای آمریکای مرکزی (DCAM) است.
ثریا همچنین مؤسس و نماینده مسئول برای ARDI (ضد نژادپرستی و تنوع درون گروهی)، که یک گروه داخلی نمایندگان مجلس علیه نژادپرستی است که روی کثرت گرایی متمرکز است. ثریا همچنین عضو فعال در گروه داخلی برای حقوق افراد HBTQIA (+) و گروه درونی برای مسایل مربوط به افراد با تغییرات عملکردی است.

## اقدامات در حمایت از اقلیت کولی
ثریا پست، دو قطعنامه را در مورد وضعیت کولی‌ها به پارلمان اروپا ارائه کرد:
- آوریل ۲۰۱۵: را روز بین‌المللی کولی‌ها و به رسمیت شناختن حقوق آن‌ها در نظر گرفت که همچنین روز یادبود قتل‌عام کولی‌ها در جنگ دوم جهانی هست.
- اکتبر ۲۰۱۷:به رسمیت شناختن حقوق کولی‌ها و مبارزه علیه ضدیت با کولی‌ها در اتحادیه اروپا دنبال شد.

با تصویب این قطعنامه، زمینه‌های مخالفت با تبعیض علیه کولی‌ها در سراسر اروپا در دستور کار قرار گرفت تا بر اساس اصول ضد تبعیض و مشارکت، کمیسیون اروپا را تشویق کنند به حمایت از کولی‌ها بپردازد و برای تأمین آن‌ها در کشورهای عضو اروپا بودجه تأمین کند.